# Johan
Johan ist ein männlicher Vorname und ein Familienname.

## Herkunft und Bedeutung
Johan geht auf den hebräischen Namen Jochanan (יֹוחָנָן jôḥānān, „Gott ist gnädig“) zurück. Er ist eine insbesondere niederländische und skandinavische Variante von Johann und wie dieser eine Kurzform des latinisierten Namens Johannes, welche auf die griechische Form Ἰωάννης Iōannēs des griechischen Neuen Testaments zurückgeht.

## Personenname

### Vorname
- Johan Andersson (* 1984), schwedischer Rollstuhltennisspieler
- Johan Andersson (* 1984), schwedischer Eishockeyspieler
- Johan Andersson (* 1984), schwedischer Eishockeyspieler
- Johan Andersson (* 1987), schwedischer Eishockeyspieler
- Johan Gunnar Andersson (1874–1960), schwedischer Archäologe, Paläontologe und Geologe
- Johan Banér (1596–1641), schwedischer Feldmarschall
- Johan Bicker (1591–1653), niederländischer Patrizier, Bürgermeister von Amsterdam
- Johan Cruyff (1947–2016), niederländischer Fußballspieler und -trainer
- Johan Jacob Döbelius (1674–1743), deutscher Arzt und Hochschullehrer
- Johan le Ducq (≈1629–1676), niederländischer Maler, Zeichner und Radierer sowie Kunsthändler und Soldat
- Johan Eriksson (* 1973), schwedischer Schachspieler
- Johan Eriksson (* 1985), schwedischer Skispringer
- Carl-Johan Fogelklou (* 1980), schwedischer Bassist
- Johan Fuentes (* 1984), chilenischer Fußballspieler
- Johan Galtung (1930–2024), norwegischer Mathematiker, Soziologe und Politologe
- Johan van Goetham (* 1973), belgischer Snookerspieler
- Johan de Haas (1897–1945), niederländischer Autor und Anarchist
- Johan Harstad (* 1979), norwegischer Autor
- Johan Frederik Hartle (* 1976), deutscher Philosoph und Kunstwissenschaftler
- Johan Helo (1889–1966), finnischer Politiker
- Johan Ivarsson, schwedischer Orientierungsläufer
- Johan Kleppe (1928–2022), norwegischer Veterinärmediziner und Politiker
- Johan Landsberg (* 1974), schwedischer Tennisspieler
- Johan Koch (* 1990), dänischer Handballspieler
- Johan Peter Koch (1870–1928), dänischer Offizier, Kartograf und Grönlandforscher
- Johan Leysen (1950–2023), flämischer Schauspieler
- Johan Lorentz der Ältere (1580–1650), deutscher Orgelbauer
- Johan Lorentz der Jüngere (1610–1689), deutsch-dänischer Komponist und Organist
- Johan Micoud (* 1973), französischer Fußballspieler
- Johan Mojica (* 1992), kolumbianischer Fußballspieler
- Johan Neeskens (1951–2024), niederländischer Fußballspieler
- Johan Olsson (* 1980), schwedischer Skilangläufer
- Johan Axelsson Oxenstierna (1611–1657), schwedischer Staatsmann
- Johan Paulik (* 1975, eigentlich Daniel Ferenčik), slowakischer Pornodarsteller
- Johan Plat (* 1987), niederländischer Fußballspieler
- Johan Ludvig Runeberg (1804–1877), finnischer Schriftsteller
- Johan Wilhelm Runeberg (1843–1918), finnischer Mediziner
- Johan Sætre (* 1952), norwegischer Skispringer
- Johan Karl Schuster (* 1985), schwedischer Musikproduzent und Songwriter, siehe Shellback
- Johan Swinnen (* 1947), belgischer Diplomat
- Johan Swinnen (* 1962), belgischer Agrarökonom
- Johan de Witt (1618–1676), niederländischer Politiker
- Johan de Witt (auch Jan de Witt; 1625–1672), niederländischer Politiker und Ratspensionär
- Johan II. de Witt (auch Jan de Witt; 1662–1701), niederländischer Gelehrter
- Johan III. de Witt (1694–1751), niederländischer Politiker

### Familienname
- Zdeněk Johan (1935–2016), tschechischer Geologe und Mineraloge

## Film
- französischer Originaltitel des Films Johan – Eine Liebe in Paris im Sommer 1975

## Sonstiges
- Johan Harbor, Bucht Südgeorgiens im Südatlantik